# Kebakalan
Kebakalan este un sat din Indonezia. Are o populație de 1.391 locuitori.